# Oliver Kegel
Oliver Kegel (* 14. Juni 1961 in Berlin) ist ein ehemaliger deutscher Kanute. Er wurde 1992 Olympiasieger im Vierer-Kajak.

## Laufbahn
Oliver Kegel trat für die RG Berlin und den KC Charlottenburg an. 1981 gewann er mit dem Vierer-Kajak der Bundesrepublik Deutschland seine erste Weltmeisterschaftsmedaille. Nachdem Kegel im Zweier-Kajak zusammen mit Christoph Wolf bei der Weltmeisterschaft 1983 im Zwischenlauf ausgeschieden war, trat er 1984 zusammen mit Detlef Schmidt zur Olympiaqualifikation an und konnte sich nicht qualifizieren. Stattdessen starteten die beiden bei den Olympischen Spielen in Los Angeles im Vierer-Kajak und belegten den achten Platz.
In den nächsten Jahren gewann Oliver Kegel Jahr für Jahr Deutsche Meistertitel, konnte sich aber nicht für die Olympischen Spiele 1988 qualifizieren. 1988 gewann er die Deutsche Meisterschaft im Einer-Kajak über 10.000 Meter. Von 1990 bis 1992 siegte er dreimal in Folge im Einer-Kajak über 1000 Meter. Zusammen mit Frank Guse gewann er mehrere Meistertitel im Zweier-Kajak; die beiden siegten zusammen mit Thomas Reineck sowie Dirk Joestel oder Joachim Eberhardt auch mehrfach im Vierer-Kajak. Von 1991 bis 1993 gehörte Oliver Kegel zur Stammbesatzung des Deutschen Vierer-Kajaks bei Weltmeisterschaften und bei den Olympischen Spielen 1992 in Barcelona. In diesen drei Jahren gewann Kegel neben der olympischen Goldmedaille bei Weltmeisterschaften vier Gold- und zwei Silbermedaillen.
Für seine sportlichen Erfolge wurde er am 23. Juni 1993 mit dem Silbernen Lorbeerblatt ausgezeichnet.

## Internationale Medaillen

### Olympische Spiele
- 1992: Gold Vierer-Kajak 1000 Meter: Mario von Appen, Oliver Kegel, Thomas Reineck, André Wohllebe

### Weltmeisterschaften
- 1981:Bronze Vierer-Kajak 1000 Meter: Andreas Flunker, Oliver Kegel, Frank Renner, Oliver Seack[5]
- 1987:Bronze Vierer-Kajak 10.000 Meter: Gilbert Schneider, Oliver Kegel, Carsten Lömker, Thomas Reineck
- 1991:Gold Vierer-Kajak 500 Meter: Detlef Hofmann, Oliver Kegel, Thomas Reineck, Andre Wohllebe
- 1991:Silber Vierer-Kajak 1000 Meter: Detlef Hofmann, Oliver Kegel, Thomas Reineck, Andre Wohllebe
- 1991:Gold Vierer-Kajak 10.000 Meter: Detlef Hofmann, Oliver Kegel, Thomas Reineck, Andre Wohllebe
- 1993:Silber Vierer-Kajak 500 Meter: Thomas Reineck, Oliver Kegel, Mario von Appen, Andre Wohllebe
- 1993:Gold Vierer-Kajak 1000 Meter: Thomas Reineck, Oliver Kegel, Andre Wohllebe, Mario von Appen
- 1993:Gold Vierer-Kajak 10.000 Meter: Thomas Reineck, Oliver Kegel, Andre Wohllebe, Mario von Appen